# Communauté de communes de Loir et Bercé
La communauté de communes de Loir et Bercé est une ancienne communauté de communes française, située dans le département de la Sarthe et la région Pays de la Loire.

## Histoire
La communauté de communes est créée par arrêté préfectoral le 30 décembre 1994. Les communes de Château-du-Loir, Lavernat, Luceau et Montabon la rejoignent le 1er janvier 1996.
Le 1er janvier 2017, elle fusionne avec la communauté de communes du Val du Loir et la communauté de communes de Lucé pour former la communauté de communes Loir-Lucé-Bercé.

## Composition
La communauté regroupait douze communes de l'ancien canton de Château-du-Loir :
- Beaumont-Pied-de-Bœuf
- Château-du-Loir
- Dissay-sous-Courcillon
- Flée
- Jupilles
- Lavernat
- Luceau
- Montabon
- Nogent-sur-Loir
- Saint-Pierre-de-Chevillé
- Thoiré-sur-Dinan
- Vouvray-sur-Loir

## Administration
| Période      | Période       | Identité      | Étiquette | Qualité                        |
| ------------ | ------------- | ------------- | --------- | ------------------------------ |
| janvier 1995 | juillet 1995  | Jacques Blot  |           | Maire de Flée                  |
| juillet 1995 | avril 2008    | Hélène Bon    |           | Maire de Jupilles              |
| avril 2008   | avril 2014    | Claude Denis  |           | Maire de Beaumont-Pied-de-Bœuf |
| avril 2014   | décembre 2016 | Béatrice Pavy | UMP       | Maire de Château-du-Loir       |